# 레이 스토비악

레이먼드 토마스 스토비악(Raymond Thomas Stoviak, 1915년 6월 6일 ~ 1998년 2월 23일)은 메이저 리그 베이스볼의 외야수이다. 1938년 필라델피아 필리스에서 뛰었다. 그는 1938년 6월 30일 필라델피아의 베이커 볼(Baker Bowl)에서 열린 메이저리그 경기에서 삼진아웃된 마지막 선수였다.
스토비악은 1938년 빌라노바 대학(현 빌라노바 대학 )을 졸업했으며, 그곳에서 3년 동안 와일드캣을 쿼터백으로 이끌었고 팀을 22승 4패 2패의 기록으로 이끌었다. 그는 노틀담의 전설적인 4명의 기수중 한 명인 해리 스터드리어 수석 코치와 모리스 J. "클리퍼" 스미스에서 뛰었다. 스토비악은 와일드캣을 1937년 1월 1일에 하바나에서 열린 바카르디 볼로 이끌었다. 그곳에서 빌라노바는 어우보드와 7-7 동점을 기록했다. 그는 1989년 6월 8일 빌라노바의 바시티 클럽의 명예의 전당에 헌액되었다.
제2차 세계 대전 중에 그는 노스 캐롤라이나의 채플 힐과 플로리다의 펜사콜라에 주둔한 미 해군 중위였으며 그곳에서 밥 케네디와 테드 윌리엄스 와 함께 야구를 지도했다. 1946년 스토비악은 뉴욕주 킹포인트에 있는 미국 상인해양학원의 백필드 코치였으며 수석 축구 코치인 윌리엄 레인하트 밑에서 일했다. 1947년에 그는 코네티컷 주 밀포드에 있는 아놀드 대학의 운동 감독의 축구 감독으로 임명되었다. 그는 또한 아놀드에서 야구를 지도했다. 아놀드가 1953년 브리지포트 대학교에 흡수된 후 스토비악은 코네티컷주 머디엔에 있는 머디엔 중학교의 축구 코치이자 수학 교수로 임명되었다. 그는 나중에 조던 올리바 휘하의 예일 대학교에서 축구 보조 코치로 재직했다.
스토비악은 1994년 2월에 심각한 뇌졸중을 앓았고 이후 코스타리카에 있는 딸의 집으로 이사했고 4년 후 사망했다. 그는 코스타리카에서 사망한 것으로 알려진 최초의 메이저 리그 야구 선수가 되었다.